# Großer Preis der USA West 1983
Der Große Preis der USA West 1983 (offiziell Toyota Grand Prix of Long Beach) fand am 27. März auf dem Long Beach Grand Prix Circuit in Long Beach statt und war das zweite Rennen der Formel-1-Weltmeisterschaft 1983.

## Berichte

### Hintergrund
In der Hoffnung, dadurch einen neuen Hauptsponsor zu finden, holte Arrows den Weltmeister des Jahres 1980, Alan Jones, zurück in die Formel 1. Ansonsten gab es auf der Fahrerseite keine Veränderungen im Vergleich zum Saisonauftakt in Brasilien zwei Wochen zuvor.
Bei den Fahrzeugen gab es zwei wesentliche Neuerungen. So trat Lotus erstmals mit einem Exemplar des neuen 93T an, der von einem Renault-Turbomotor angetrieben wurde. Elio de Angelis pilotierte den Wagen, während sein Teamkollege Nigel Mansell zunächst weiterhin den bewährten Lotus 92 mit konventionellem Saugmotor einsetzte. Eine ähnliche Strategie verfolgte man auch beim Renault-Werksteam, indem man den neuen RE40 zunächst nur von einem der beiden Werksfahrer, nämlich Alain Prost, pilotieren ließ und Eddie Cheever nach wie vor mit dem ausgereiften RE30B ausstattete.

### Training
Während der Trainingseinheiten stellte sich heraus, dass die Goodyear- und die Pirelli-bereiften Teams an diesem Wochenende deutliche Vorteile gegenüber der mit Michelin-Reifen ausgestatteten Konkurrenz zu haben schienen. Dies spiegelte sich auch in der Startaufstellung wider, die sich aus den beiden Ferrari-Piloten Patrick Tambay und René Arnoux in der ersten Reihe sowie aus den beiden Williams von Keke Rosberg und Jacques Laffite zusammensetzte. Dahinter folgten mit de Angelis und Derek Warwick zwei Fahrzeuge auf Pirelli-Reifen vor Michele Alboreto. Auf dem achten Startplatz befand sich mit Prost der erste Michelin-Pilot.
Beide Osella-Piloten verfehlten die Qualifikation für einen der 26 Startplätze.

### Rennen
Während Tambay seine Startposition verteidigte, musste sich sein Teamkollege Arnoux dem vom dritten Platz aus gestarteten Rosberg geschlagen geben. Dieser drehte sich kurz darauf, konnte das Rennen allerdings als Dritter hinter seinem Teamkollegen Laffite fortsetzen. Arnoux fiel unterdessen hinter Alboreto auf den fünften Rang zurück. In der zweiten Runde gelangte Rosberg wieder auf den zweiten Platz. Als er in der 26. Runde versuchte, die Führung zu übernehmen, kollidierte er mit Tambay. Dieser schied aus. Rosberg konnte das Rennen erneut fortsetzen, wurde jedoch kurz darauf von Jean-Pierre Jarier gerammt. Dadurch übernahm Laffite die Führung vor Riccardo Patrese und Marc Surer, während die beiden McLaren von Niki Lauda und John Watson, die von den Startplätzen 22 und 23 ins Rennen gegangen waren, rasch aufholten. Darin zeigte sich, dass die Michelin-Reifen unter Rennbedingungen deutlich besser funktionierten, als zuvor im Training.
In Runde 29 musste de Angelis das Rennen aufgeben, da dem Lotus-Team nach zwei kompletten Reifenwechseln keine weiteren Räder zur Verfügung standen.
In der 33. Runde zog Watson an Lauda vorbei. Das Duo überholte in der 44. Runde Patrese und einen Umlauf später Laffite. Daraufhin gelang ihnen mit deutlichem Vorsprung ein Doppelsieg. Es handelte sich dabei um den ersten für McLaren seit dem Großen Preis von Kanada 1968 und den zweiten für das Team insgesamt. Watsons Sieg nach einem Start von Platz 22 stellt einen bis heute (Stand: 2024) gültigen Rekord dar.
Im 52. Umlauf war Patrese an Laffite vorbei auf den dritten Rang gelangt, fiel jedoch aufgrund eines technischen Defektes während der Schlussphase aus und wurde aufgrund seiner zurückgelegten Distanz als Zehnter gewertet. Laffite wurde letzten Endes Vierter hinter Arnoux. Surer und Johnny Cecotto erreichten die Plätze fünf und sechs.

## Meldeliste
| Team                           | Nr. | Fahrer             | Chassis         | Motor                    | Reifen |
| ------------------------------ | --- | ------------------ | --------------- | ------------------------ | ------ |
| TAG Williams Team              | 01  | Keke Rosberg       | Williams FW08C  | Ford Cosworth DFV 3.0 V8 | G      |
| TAG Williams Team              | 02  | Jacques Laffite    | Williams FW08C  | Ford Cosworth DFV 3.0 V8 | G      |
| Benetton Tyrrell Team          | 03  | Michele Alboreto   | Tyrrell 011B    | Ford Cosworth DFV 3.0 V8 | G      |
| Benetton Tyrrell Team          | 04  | Danny Sullivan     | Tyrrell 011B    | Ford Cosworth DFV 3.0 V8 | G      |
| Fila Sport                     | 05  | Nelson Piquet      | Brabham BT52    | BMW M12/13 1,5 L4t       | M      |
| Fila Sport                     | 06  | Riccardo Patrese   | Brabham BT52    | BMW M12/13 1,5 L4t       | M      |
| Marlboro McLaren International | 07  | John Watson        | McLaren MP4/1C  | Ford Cosworth DFV 3.0 V8 | M      |
| Marlboro McLaren International | 08  | Niki Lauda         | McLaren MP4/1C  | Ford Cosworth DFV 3.0 V8 | M      |
| Team ATS                       | 09  | Manfred Winkelhock | ATS D6          | BMW M12/13 1,5 L4t       | G      |
| John Player Team Lotus         | 11  | Elio de Angelis    | Lotus 93T       | Renault EF1 1.5 V6t      | P      |
| John Player Team Lotus         | 12  | Nigel Mansell      | Lotus 92        | Ford Cosworth DFV 3.0 V8 | P      |
| Équipe Renault Elf             | 15  | Alain Prost        | Renault RE40    | Renault EF1 1.5 V6t      | M      |
| Équipe Renault Elf             | 16  | Eddie Cheever      | Renault RE30C   | Renault EF1 1.5 V6t      | M      |
| RAM Automotive Team March      | 17  | Eliseo Salazar     | RAM 01          | Ford Cosworth DFV 3.0 V8 | P      |
| Marlboro Team Alfa Romeo       | 22  | Andrea de Cesaris  | Alfa Romeo 183T | Alfa Romeo 890T 1,5 V8t  | M      |
| Marlboro Team Alfa Romeo       | 23  | Mauro Baldi        | Alfa Romeo 183T | Alfa Romeo 890T 1,5 V8t  | M      |
| Équipe Ligier Gitanes          | 25  | Jean-Pierre Jarier | Ligier JS21     | Ford Cosworth DFV 3.0 V8 | M      |
| Équipe Ligier Gitanes          | 26  | Raul Boesel        | Ligier JS21     | Ford Cosworth DFV 3.0 V8 | M      |
| Scuderia Ferrari SpA SEFAC     | 27  | Patrick Tambay     | Ferrari 126C2B  | Ferrari 021 1.5 V6t      | G      |
| Scuderia Ferrari SpA SEFAC     | 28  | René Arnoux        | Ferrari 126C2B  | Ferrari 021 1.5 V6t      | G      |
| Arrows Racing Team             | 29  | Marc Surer         | Arrows A6       | Ford Cosworth DFV 3.0 V8 | G      |
| Arrows Racing Team             | 30  | Alan Jones         | Arrows A6       | Ford Cosworth DFV 3.0 V8 | G      |
| Osella Squadra Corse           | 31  | Corrado Fabi       | Osella FA1D     | Ford Cosworth DFV 3.0 V8 | M      |
| Osella Squadra Corse           | 32  | Piercarlo Ghinzani | Osella FA1D     | Ford Cosworth DFV 3.0 V8 | M      |
| Theodore Racing Team           | 33  | Roberto Guerrero   | Theodore N183   | Ford Cosworth DFV 3.0 V8 | G      |
| Theodore Racing Team           | 34  | Johnny Cecotto     | Theodore N183   | Ford Cosworth DFV 3.0 V8 | G      |
| Candy Toleman Motorsport       | 35  | Derek Warwick      | Toleman TG183B  | Hart 415T 1.5 L4t        | P      |
| Candy Toleman Motorsport       | 36  | Bruno Giacomelli   | Toleman TG183B  | Hart 415T 1.5 L4t        | P      |

## Klassifikationen

### Qualifying
| Pos. | Fahrer             | Konstrukteur  | Qualifikationstraining 1 | Qualifikationstraining 1 | Qualifikationstraining 2 | Qualifikationstraining 2 | Start |
| Pos. | Fahrer             | Konstrukteur  | Zeit                     | Ø-Geschwindigkeit        | Zeit                     | Ø-Geschwindigkeit        | Start |
| ---- | ------------------ | ------------- | ------------------------ | ------------------------ | ------------------------ | ------------------------ | ----- |
| 01   | Patrick Tambay     | Ferrari       | 1:28,598                 | 133,073 km/h             | 1:26,117                 | 136,907 km/h             | 01    |
| 02   | René Arnoux        | Ferrari       | 1:26,935                 | 135,619 km/h             | 1:27,628                 | 134,546 km/h             | 02    |
| 03   | Keke Rosberg       | Williams-Ford | 1:29,577                 | 131,619 km/h             | 1:27,145                 | 135,292 km/h             | 03    |
| 04   | Jacques Laffite    | Williams-Ford | 1:30,529                 | 130,235 km/h             | 1:27,818                 | 134,255 km/h             | 04    |
| 05   | Elio de Angelis    | Lotus-Renault | 1:31,624                 | 128,678 km/h             | 1:27,982                 | 134,005 km/h             | 05    |
| 06   | Derek Warwick      | Toleman-Hart  | keine Zeit               | –                        | 1:28,130                 | 133,780 km/h             | 06    |
| 07   | Michele Alboreto   | Tyrrell-Ford  | 1:29,066                 | 132,374 km/h             | 1:28,425                 | 133,333 km/h             | 07    |
| 08   | Alain Prost        | Renault       | 1:28,558                 | 133,133 km/h             | 1:29,765                 | 131,343 km/h             | 08    |
| 09   | Danny Sullivan     | Tyrrell-Ford  | 1:31,271                 | 129,176 km/h             | 1:28,833                 | 132,721 km/h             | 09    |
| 10   | Jean-Pierre Jarier | Ligier-Ford   | 1:29,600                 | 131,585 km/h             | 1:28,913                 | 132,602 km/h             | 10    |
| 11   | Riccardo Patrese   | Brabham-BMW   | 1:28,958                 | 132,534 km/h             | 1:29,467                 | 131,780 km/h             | 11    |
| 12   | Alan Jones         | Arrows-Ford   | 1:30,451                 | 130,347 km/h             | 1:29,112                 | 132,305 km/h             | 12    |
| 13   | Nigel Mansell      | Lotus-Ford    | 1:31,728                 | 128,532 km/h             | 1:29,167                 | 132,224 km/h             | 13    |
| 14   | Bruno Giacomelli   | Toleman-Hart  | keine Zeit               | –                        | 1:29,266                 | 132,077 km/h             | 14    |
| 15   | Eddie Cheever      | Renault       | 1:30,597                 | 130,137 km/h             | 1:29,422                 | 131,847 km/h             | 15    |
| 16   | Marc Surer         | Arrows-Ford   | 1:30,067                 | 130,903 km/h             | 1:29,521                 | 131,701 km/h             | 16    |
| 17   | Johnny Cecotto     | Theodore-Ford | 1:29,559                 | 131,645 km/h             | 1:30,258                 | 130,626 km/h             | 17    |
| 18   | Roberto Guerrero   | Theodore-Ford | 1:29,585                 | 131,607 km/h             | 1:28,528                 | 133,178 km/h             | 18    |
| 19   | Andrea de Cesaris  | Alfa Romeo    | 1:33,336                 | 126,318 km/h             | 1:29,603                 | 131,580 km/h             | 19    |
| 20   | Nelson Piquet      | Brabham-BMW   | 1:30,173                 | 130,749 km/h             | 1:30,034                 | 130,951 km/h             | 20    |
| 21   | Mauro Baldi        | Alfa Romeo    | 1:31,924                 | 128,258 km/h             | 1:30,070                 | 130,898 km/h             | 21    |
| 22   | John Watson        | McLaren-Ford  | 1:32,439                 | 127,544 km/h             | 1:30,100                 | 130,855 km/h             | 22    |
| 23   | Niki Lauda         | McLaren-Ford  | 1:30,262                 | 130,620 km/h             | 1:30,188                 | 130,727 km/h             | 23    |
| 24   | Manfred Winkelhock | ATS-BMW       | 1:31,599                 | 128,713 km/h             | 1:30,220                 | 130,681 km/h             | 24    |
| 25   | Eliseo Salazar     | RAM-Ford      | 1:32,597                 | 127,326 km/h             | 1:31,126                 | 129,381 km/h             | 25    |
| 26   | Raul Boesel        | Ligier-Ford   | 1:31,759                 | 128,489 km/h             | 1:31,765                 | 128,480 km/h             | 26    |
| DNQ  | Corrado Fabi       | Osella-Ford   | 1:33,896                 | 125,564 km/h             | 1:31,901                 | 128,290 km/h             | –     |
| DNQ  | Piercarlo Ghinzani | Osella-Ford   | keine Zeit               | –                        | 1:32,182                 | 127,899 km/h             | –     |

### Rennen
| Pos. | Fahrer             | Konstrukteur  | Runden | Stopps | Zeit        | Start | Schnellste Runde |
| ---- | ------------------ | ------------- | ------ | ------ | ----------- | ----- | ---------------- |
| 01   | John Watson        | McLaren-Ford  | 75     | 0      | 1:53:34,889 | 22    | 1:28,652         |
| 02   | Niki Lauda         | McLaren-Ford  | 75     | 0      | + 27,993    | 23    | 1:28,330 (42.)   |
| 03   | René Arnoux        | Ferrari       | 75     | 1      | + 1:13,638  | 02    | 1:28,370         |
| 04   | Jacques Laffite    | Williams-Ford | 74     | 0      | + 1 Runde   | 04    | 1:30,163         |
| 05   | Marc Surer         | Arrows-Ford   | 74     | 0      | + 1 Runde   | 16    | 1:30,617         |
| 06   | Johnny Cecotto     | Theodore-Ford | 74     | 0      | + 1 Runde   | 17    | 1:30,382         |
| 07   | Raul Boesel        | Ligier-Ford   | 73     | 1      | + 2 Runden  | 26    | 1:31,263         |
| 08   | Danny Sullivan     | Tyrrell-Ford  | 73     | 0      | + 2 Runden  | 09    | 1:30,372         |
| 09   | Michele Alboreto   | Tyrrell-Ford  | 73     | 2      | + 2 Runden  | 07    | 1:29,032         |
| 10   | Riccardo Patrese   | Brabham-BMW   | 72     | 0      | DNF         | 11    | 1:29,718         |
| 11   | Alain Prost        | Renault       | 72     | 1      | + 3 Runden  | 08    | 1:28,717         |
| 12   | Nigel Mansell      | Lotus-Ford    | 72     | 3      | + 3 Runden  | 13    | 1:31,883         |
| –    | Eddie Cheever      | Renault       | 67     | 2      | DNF         | 15    | 1:30,104         |
| –    | Alan Jones         | Arrows-Ford   | 58     | 2      | DNF         | 12    | 1:30,261         |
| –    | Nelson Piquet      | Brabham-BMW   | 51     | 0      | DNF         | 20    | 1:30,256         |
| –    | Andrea de Cesaris  | Alfa Romeo    | 48     | 1      | DNF         | 19    | 1:31,280         |
| –    | Elio de Angelis    | Lotus-Renault | 29     | 1      | DNF         | 05    | 1:31,344         |
| –    | Roberto Guerrero   | Theodore-Ford | 27     | 0      | DNF         | 18    | 1:30,645         |
| –    | Mauro Baldi        | Alfa Romeo    | 27     | 1      | DNF         | 21    | 1:32,185         |
| –    | Jean-Pierre Jarier | Ligier-Ford   | 26     | 0      | DNF         | 10    | 1:29,264         |
| –    | Bruno Giacomelli   | Toleman-Hart  | 26     | 0      | DNF         | 14    | 1:33,512         |
| –    | Patrick Tambay     | Ferrari       | 25     | 0      | DNF         | 01    | 1:30,370         |
| –    | Keke Rosberg       | Williams-Ford | 25     | 0      | DNF         | 03    | 1:30,256         |
| –    | Eliseo Salazar     | RAM-Ford      | 25     | 0      | DNF         | 25    | 1:32,506         |
| –    | Derek Warwick      | Toleman-Hart  | 11     | 0      | DNF         | 06    | 1:30,771         |
| –    | Manfred Winkelhock | ATS-BMW       | 3      | 0      | DNF         | 24    | 1:33,792         |

## WM-Stände nach dem Rennen
Die ersten sechs des Rennens bekamen 9, 6, 4, 3, 2 bzw. 1 Punkt(e). In der Fahrerwertung wurden die besten elf Resultate, in der Konstrukteurswertung alle Resultate gewertet.

### Fahrerwertung
| Pos. | Fahrer           | Konstrukteur  | Punkte |
| ---- | ---------------- | ------------- | ------ |
| 01   | Niki Lauda       | McLaren-Ford  | 10     |
| 02   | Nelson Piquet    | Brabham-BMW   | 9      |
| 03   | John Watson      | McLaren-Ford  | 9      |
| 04   | Jacques Laffite  | Williams-Ford | 6      |
| 05   | René Arnoux      | Ferrari       | 4      |
| 06   | Marc Surer       | Arrows-Ford   | 3      |
| 07   | Patrick Tambay   | Ferrari       | 2      |
| 08   | Johnny Cecotto   | Theodore-Ford | 1      |
| 09   | Alain Prost      | Renault       | 0      |
| 10   | Raul Boesel      | Ligier-Ford   | 0      |
| 11   | Derek Warwick    | Toleman-Hart  | 0      |
| 12   | Danny Sullivan   | Tyrrell-Ford  | 0      |
| 13   | Chico Serra      | Arrows-Ford   | 0      |
| 14   | Michele Alboreto | Tyrrell-Ford  | 0      |

| Pos. | Fahrer             | Konstrukteur  | Punkte |
| ---- | ------------------ | ------------- | ------ |
| 15   | Riccardo Patrese   | Brabham-BMW   | 0      |
| 16   | Nigel Mansell      | Lotus-Ford    | 0      |
| 17   | Eddie Cheever      | Renault       | 0      |
| 18   | Eliseo Salazar     | RAM-Ford      | 0      |
| 19   | Manfred Winkelhock | ATS-BMW       | 0      |
| –    | Roberto Guerrero   | Theodore-Ford | 0      |
| –    | Mauro Baldi        | Alfa Romeo    | 0      |
| –    | Jean-Pierre Jarier | Ligier-Ford   | 0      |
| –    | Corrado Fabi       | Osella-Ford   | 0      |
| –    | Bruno Giacomelli   | Toleman-Hart  | 0      |
| –    | Alan Jones         | Arrows-Ford   | 0      |
| –    | Andrea de Cesaris  | Alfa Romeo    | 0      |
| –    | Elio de Angelis    | Alfa Romeo    | 0      |
| –    | Keke Rosberg       | Williams-Ford | 0      |

### Konstrukteurswertung
| Pos. | Konstrukteur  | Punkte |
| ---- | ------------- | ------ |
| 01   | McLaren-Ford  | 19     |
| 02   | Brabham-BMW   | 9      |
| 03   | Ferrari       | 6      |
| 04   | Williams-Ford | 6      |
| 05   | Arrows-Ford   | 3      |
| 06   | Theodore-Ford | 1      |
| 07   | Renault       | 0      |
| 08   | Ligier-Ford   | 0      |

| Pos. | Konstrukteur | Punkte |
| ---- | ------------ | ------ |
| 09   | Toleman-Hart | 0      |
| 10   | Tyrrell-Ford | 0      |
| 11   | Lotus-Ford   | 0      |
| 12   | RAM-Ford     | 0      |
| 13   | ATS-BMW      | 0      |
| –    | Alfa Romeo   | 0      |
| –    | Osella-Ford  | 0      |